# Segersta
Segersta is een plaats in de gemeente Bollnäs in het landschap Hälsingland en de provincie Gävleborgs län in Zweden. De plaats heeft 329 inwoners (2005) en een oppervlakte van 140 hectare. De plaats ligt aan de rivier de Ljusnan.